# San Cristóbal de la Vega
San Cristóbal de la Vega est une commune de la province de Ségovie dans la communauté autonome de Castille-et-León en Espagne.